# Henry Cole
Pour les articles homonymes, voir Cole.
Henry Cole (né le 15 juillet 1808 à Bath - mort le 18 avril 1882 à Londres) est un fonctionnaire britannique du XIXe siècle qui fit beaucoup pour promouvoir toute une série d'innovations dans le domaine du commerce et de l'éducation. En 1851, il est l'un des principaux responsables de l'Exposition universelle de Londres et on peut voir en lui un réformateur du design, ainsi que l'un des lointains fondateurs du Victoria and Albert Museum.

## Biographie

### L'archiviste
Il entre à l'âge de quinze ans aux archives de la ville de Londres, où il œuvre à la réforme de l'organisation et de la conservation des archives nationales britanniques.
De 1837 à 1840, il est l'assistant de Rowland Hill. Cole milite pour une conservation plus rationnelle des documents ; il rédige à cet effet un projet de réforme du service postal tout en étudiant l'aquarelle avec David Cox (1783-1859). Il joue un rôle important dans la réforme postale, notamment l'affranchissement des lettres à un penny et on lui attribue parfois la paternité du premier timbre, le Penny Black.

### L'inventeur
En 1843, Cole invente la première carte de Noël, chargeant le peintre John Callcott Horsley de la partie artistique du projet.
Touche à tout, Cole s'intéresse à la conception des objets fabriqués en série. Sous le pseudonyme de Felix Summerly, il conçoit et dessine un certain nombre d'objets qui sont effectivement manufacturés, notamment une théière qui lui vaut un prix et qui est fabriquée par Mintons. 

### L'écrivain
- Voir la liste de ses œuvres sur Wikisource.

Sous le même pseudonyme il écrit plusieurs livres de littérature enfantine, dont The Most delectable Story of Reynard the Fox (La Délectable Histoire de Renard le goupil) illustrée de vingt-quatre planches en couleurs d'Albert van Everdingen (1846), ainsi qu'un guide de l'architecture, des sculptures, des monuments funéraires et des décorations de l'abbaye de Westminster (1859). Il édite aussi entre 1843 et 1846 la série Home Treasury, recueil de contes, dont certains sont des variantes de contes célèbres : Little Red Riding Hood (Le Petit Chaperon rouge), Beauty and the Beast (La Belle et la Bête), The Chronicle of the Valiant Feats, Wonderful Victories & Bold Adventures of Jack the Giant-Killer (Jack le tueur de géants), Cinderella; or, The Little Glass Slipper (Cendrillon ou la Petite Pantoufle de verre), The Lively History of Jack and the Beanstalk (Jack et le Haricot magique)...

### Un rôle majeur dans la redéfinition des rapports entre art et industrie
Membre en 1845 de la Société royale pour l’encouragement des arts, des manufactures et du commerce, que le prince Albert cherche alors à redynamiser, Henry Cole joue un rôle majeur dans le débat qui agite les milieux intellectuels anglais dans les années 1830-1850, sur l'enseignement du dessin. Partisan d'une vision benthamienne de cet enseignement, il milite pour la création d'une école de dessin industriel susceptible de fournir des modèles à l'industrie (et non de former les futurs professionnels de l'industrie aux beaux-arts), et pour la création de formes fonctionnelles et simples adaptées à la fabrication en série. Il se voit confier en 1848 la tâche de réorganiser l’École de design sur des bases saines, et rédige trois rapports à ce sujet, mais échoue en 1849 à convaincre la Commission parlementaire des Communes d'agir en ce sens. 
L'Exposition universelle sera pour lui l'occasion d'une revanche. Dès 1848, il travaille avec le Prince-consort à l’organisation de cet événement prévu à Londres en 1851, et dont il est l'un des principaux acteurs. À la suite du succès de l'Exposition, il est nommé en 1852 directeur de l’École de design et surintendant général du Department of Practical Art qui vient d'être créé au sein du Board of Trade. De là, il jette les nouvelles bases de l'enseignement du dessin industriel en Angleterre. Il obtient la réforme de l'Ecole, ainsi que la création d'une institution modèle, le musée de South Kensington, qui devient rapidement un vaste complexe rassemblant une série d'institutions comme le Museum of Ornemental Art (issu des collections de modèles présentés à l'Exposition de 1851), l’École de Design et ses collections, le Departement of Practical Art... Celui-ci est transformé en Departement of Science and Art et Henry Cole y occupe le poste de Secretary for Art. 

## Critiques
Henry Cole fut considéré dans les années 1840-1850 comme l'un des membres du Triumvirate of Taste (le triumvirat du goût), avec le peintre Richard Redgrave et l'architecte Owen Jones, en raison de ses prises de position dans les débats sur l'enseignement du dessin industriel. Sa vision utilitariste de l'enseignement lui attira les critiques de Charles Dickens, qui le caricature dans le chapitre II de Hard Times lorsqu'il insiste sur la religion du fait (Fact ! Fact ! Fact !) qui règne dans l'école de M. Choakumchild.